# Aspidochelone

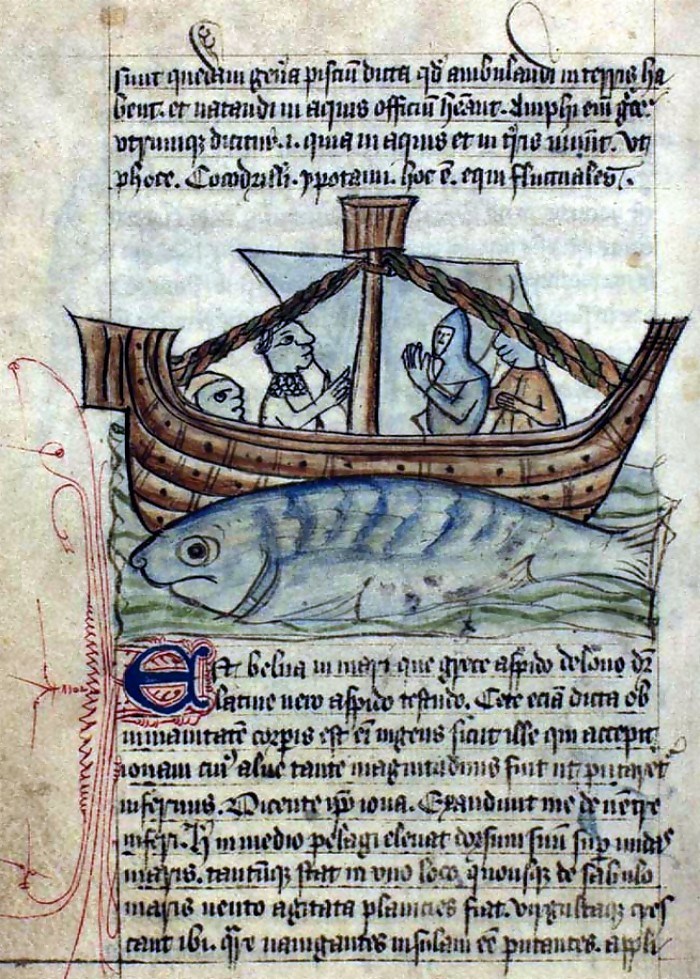
Aspicohelone

De aspidochelone is een fabeldier met het uiterlijk van een zeeschildpad die zo groot is, dat het, slapend aan de wateroppervlakte, voor een eiland kan worden aangezien. De zeeschildpad heeft een huid die ruig en dik is en lijkt op een rotsachtige kust. Als de aspidochelone zijn mond opent, wordt een zoete geur waarneembaar, welke kleine vissen aantrekt.

## Andere namen
Het grote dier is ook onder andere namen bekend: aspisschildpad, Jasconius ("vis"), ceto, Aspido testudo, Balain, Balayn, Balene, Cethe, Coine, Covie en Lacovie. Volgens sommigen is dit dier dezelfde als Leviathan, koning der vissen. Volgens anderen was dit het dier dat Jonas opslokte; een walvis.

## De aspidochelone in verhalen

### Alexander de Grote
Toen Alexander de Grote in India was, wezen de mensen aan de wal hem op een eiland voor de kust. Ze zeiden dat er een oude koning begraven lag met veel schatten. Om Alexander niet in gevaar te brengen, ging zijn beste vriend er met wat soldaten heen. Nog geen uur later zonk het eiland, en iedereen verdronk. Dagen later zag Alexander het dier met slagtanden dat ze voor een eiland hadden aangezien.

### Sinbad
Op de eerste reis van Sinbad de zeeman legde zijn kapitein aan op een met palmen begroeid eiland. De mannen maakten een kookvuurtje of namen een bad, terwijl Sinbad op onderzoek uitging. Toen het eiland begon te beven, snelde iedereen de boot in, maar het dier dook onderwater voordat Sinbad terug was. Deze kroop in een drijvende tobbe en dreef 's nachts naar een echt eiland.

### Sint-Brandaan

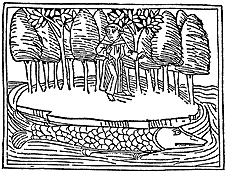
Sint-Brandaan en de vis Jasconius

De Ierse Sint-Brandaan en zijn monniken voeren in hun curragh (een boot van dierenhuiden) naar het Beloofde Land en ook zij kwamen het dier tegen. Ze droegen op zijn rug een mis op en legden vuren aan om vlees te koken en te pekelen. Toen bewoog Jasconius en zwom weg naar open zee. Het reisgezelschap kon ternauwernood de boot bereiken. De vuren op zijn rug waren drie kilometer verderop nog te zien.